# 疣鞘贝母兰
疣鞘贝母兰（学名：Coelogyne schultesii），为兰科贝母兰属下的一个植物种。